# Muscles Yankee
Muscles Yankee, född 9 april 1995 på Yankeeland Farms i Frederick, Maryland, död 9 maj 2020 på Perretti Farms i Cream Ridge, New Jersey, var en amerikansk varmblodig travhäst. Han tränades av Charles Sylvester och kördes av John Campbell.
Muscles Yankee tävlade åren 1997–1998 och sprang in 11,1 miljoner kronor på 21 starter varav 15 segrar, 2 andraplatser och 1 tredjeplats. Han tog karriärens största seger i Hambletonian Stakes (1998). Han segrade även i Yonkers Trot (1998), Beacon Course (1998) och Breeders Crown 3YO Colt & Gelding Trot (1998).
Efter tävlingskarriären var han framgångsrik som avelshingst. Han har lämnat efter sig stjärnor som Mr Muscleman (2000), Tom Ridge (2001), Strong Yankee (2002), Deweycheatumnhowe (2005), Target Hoss (2005), Muscle Hill (2006), Muscle Massive (2007), Corky (2010) och Unrestricted (2013). Han har tilldelats  avelsbedömningen "Elithingst" för sin utomordentliga förärvning. Genom sonen Muscle Hill är han även farfar till stjärnor som Propulsion, Resolve och Marion Marauder.
Han var verksam som avelshingst till 2019, och avled den 9 maj 2020 på Perretti Farms i Cream Ridge, New Jersey.